# 三叉神经核
三叉神经核是三叉神经的细胞体在脑干聚集成的核团。它是最大的脑神经核团，纵跨整个脑干，由中脑延伸至延髓。三叉神经核团由喙侧（人类：上）到尾侧（人类：下）可分为三个部分。
- 三叉神经中脑核
- 三叉神经感觉主核（位于脑桥，亦称脑桥核）
- 三叉神经脊髓核（位于延髓）

除了这些以外，在脑桥的三叉神经运动主核的内侧，还有一个三叉神经运动核，包含三叉神经的传出运动纤维的细胞体。

## 更多图片

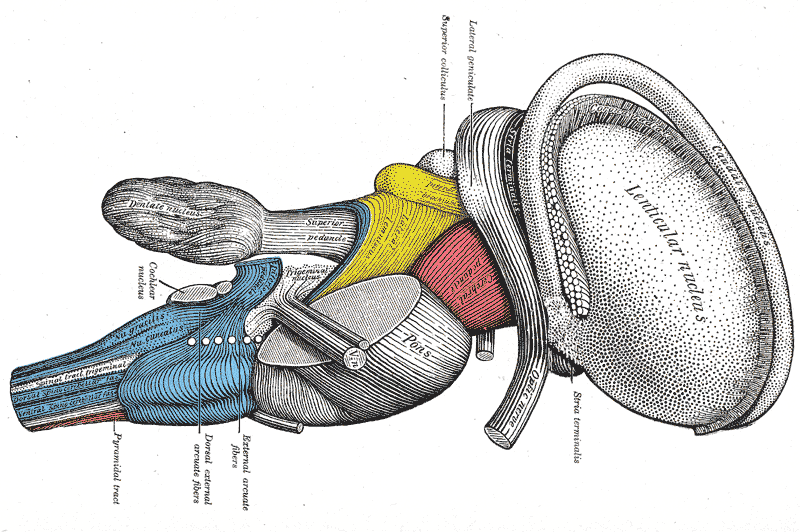
脑干，侧面观。
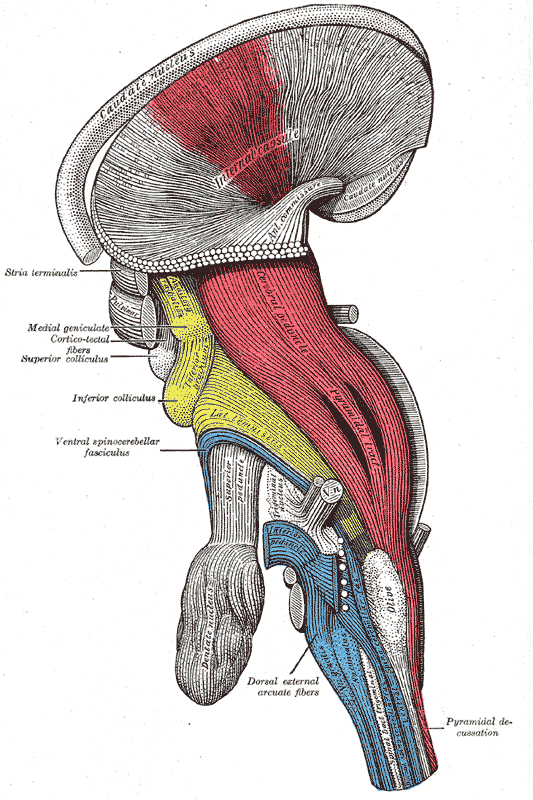
脑干深部，侧面观。
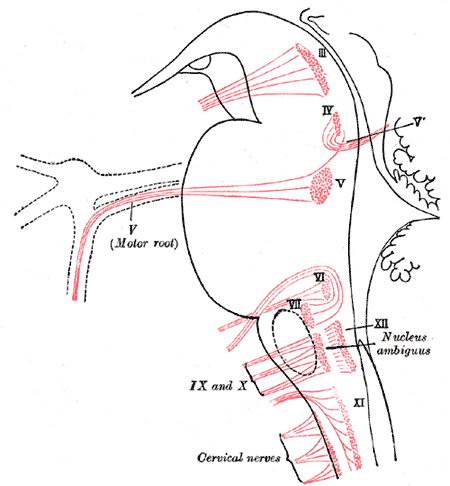
脑神经的运动纤维的源头，其中包含三叉神经运动核（V），侧面观。
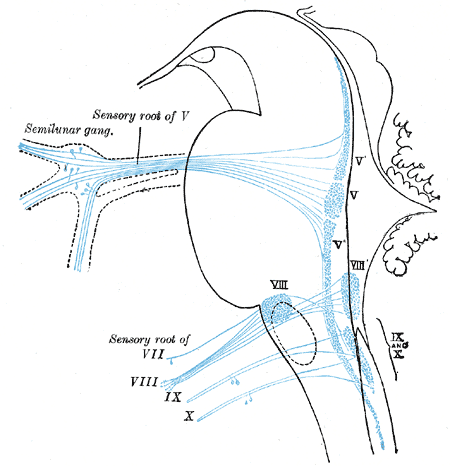
脑神经的感觉纤维的源头，其中包含三叉神经的感觉核团（V和V'），侧面观。